# Georgeta Petrea-Lazăr
Georgeta Petrea-Lazăr (* 23. Oktober 1973 als Georgeta Petrea) ist eine ehemalige rumänische Leichtathletin, die im Sprint und Hürdenlauf an den Start ging. Ihren größten Erfolg feierte sie mit dem Gewinn der Bronzemedaille mit der rumänischen 4-mal-400-Meter-Staffel bei den Hallenweltmeisterschaften 2004 und den Halleneuropameisterschaften 2000.

## Sportliche Laufbahn
Erste internationale Erfahrungen sammelte Georgeta Petrea-Lazăr im Jahr 1991, als sie bei den Junioreneuropameisterschaften in Thessaloniki in 58,79 s den vierten Platz im 400-Meter-Hürdenlauf belegte und mit der rumänischen 4-mal-400-Meter-Staffel in 3:38,45 min die Bronzemedaille gewann. Im Jahr darauf siegte sie in 58,03 s bei den Juniorenweltmeisterschaften in Seoul im Hürdenlauf sowie in 3:31,57 min auch im Staffelbewerb. 1995 nahm sie an der Sommer-Universiade in Fukuoka teil und schied dort mit 57,20 s im Halbfinale über 400 m Hürden aus. 1998 belegte sie bei den Balkanspielen in Belgrad in 59,91 s den vierten Platz über 400 m Hürden und im Jahr darauf gewann sie bei den Balkanspielen in Istanbul in 57,60 s die Silbermedaille. 2000 gewann sie bei den Balkan-Hallenmeisterschaften in Piräus in 7,52 s die Silbermedaille im 60-Meter-Lauf und anschließend schied sie bei den Halleneuropameisterschaften in Gent mit 54,49 s in der ersten Runde im 400-Meter-Lauf aus. Zudem gewann sie dort in 3:36,28 min gemeinsam mit Anca Safta, Otilia Ruicu-Eșanu und Alina Rîpanu die Bronzemedaille in der 4-mal-400-Meter-Staffel hinter den Teams aus Russland und Italien. Im Juni bestritt sie in Ljubljana ihren letzten offiziellen Wettkampf und beendete daraufhin ihre aktive sportliche Karriere im Alter von 26 Jahren.
In den Jahren 1998 und 1999 wurde Petrea-Lazăr rumänische Meisterin im 400-Meter-Lauf sowie 1999 auch im 100-Meter-Lauf. Zudem wurde sie 2000 Hallenmeisterin über 60 Meter.

## Persönliche Bestleistungen
- 100 Meter: 11,60 s (0,0 m/s), 5. Juli 1999 in Bukarest
  - 60 Meter (Halle): 7,45 s, 6. Februar 2000 in Bukarest
- 200 Meter: 23,58 s (+0,1 m/s), 5. Juli 1999 in Bukarest
  - 400 Meter (Halle): 54,49 s, 25. Februar 2000 in Gent
- 400 m Hürden: 57,04 s, 5. Juli 1999 in Bukarest